# Pentium
Pentium (произнася се Пе́нтиум) е търговска марка на няколко поколения микропроцесори от семейството с микроархитектура x86, произвеждани от Intel от 1993 година. Pentium е процесор от пето поколение, заменил Intel 80486 (често наричан просто 486).